# Seznam drahokamů
Tento seznam drahokamů uvádí některé minerály, ceněné pro své výjimečné fyzikální a estetické vlastnosti. Vychází z dřívějšího dělení ozdobných kamenů na „drahokamy“ a „polodrahokamy“, které bylo v roce 1955 zrušeno. Seznam je řazený abecedně:
- akvamarín
- alexandrit
- almandin
- ametyst
- andalusit
- axinit
- benitoit
- beryl
- cymofán (odrůda chryzoberylu)
- český granát
- démantoid
- diamant
- diopsid
- euklas
- fenakit
- granát
- hiddenit
- hyacint (odrůda zirkonu)
- chryzolit (odrůda olivínu)
- chryzoberyl
- indigolit
- jargon
- jeremějevit
- kunzit
- morganit
- musgravit
- nefrit
- painite
- pezzottait
- pyrop
- rubelit
- rubín
- safír
- smaragd
- smaragdit
- spessartin
- spinel
- spodumen
- taaffeit
- tanzanit
- topaz
- topazolit
- tsavorit
- tuttupit
- uvarovit
- verdelit
- zirkon